# Wolfgang Hunger
Wolfgang Hunger (Kiel, 19 de julio de 1960) es un deportista alemán que compitió para la RFA en vela en la clase 470. Su hermano Joachim también compitió en vela.
Ganó cuatro medallas en el Campeonato Mundial de 470 entre los años 1983 y 1991, y tres medallas en el Campeonato Europeo de 470 entre los años 1979 y 1991.
Participó en tres Juegos Olímpicos de Verano, ocupando el cuarto lugar en Los Ángeles 1984, el quinto en Seúl 1988 y el octavo en Barcelona 1992.

## Palmarés internacional
| \| Representando a la RFA \| \| \| \| \| Campeonato Mundial \| \| \| \| \| Año \| Lugar \| Medalla \| Clase \| \| 1983 \| Weymouth (Reino Unido) \| Medalla de plata \| 470 \| \| 1986 \| Salou (España) \| Medalla de plata \| 470 \| \| 1990 \| Medemblik (Países Bajos) \| Medalla de oro \| 470 \| \| Campeonato Europeo \| \| \| \| \| Año \| Lugar \| Medalla \| Clase \| \| 1979 \| Denia (España) \| Medalla de plata \| 470 \| \| 1989 \| Balatonfüred (Hungría) \| Medalla de plata \| 470 \| \| Representando a Alemania \| \| \| \| \| Campeonato Mundial \| \| \| \| \| Año \| Lugar \| Medalla \| Clase \| \| 1991 \| Brisbane (Australia) \| Medalla de oro \| 470 \| \| Campeonato Europeo \| \| \| \| \| Año \| Lugar \| Medalla \| Clase \| \| 1991 \| Bergen (Noruega) \| Medalla de bronce \| 470 \| |                          |                   |       |
| Representando a la RFA |                          |                   |       |
| Campeonato Mundial |                          |                   |       |
| Año | Lugar                    | Medalla           | Clase |
| 1983 | Weymouth (Reino Unido)   | Medalla de plata  | 470   |
| 1986 | Salou (España)           | Medalla de plata  | 470   |
| 1990 | Medemblik (Países Bajos) | Medalla de oro    | 470   |
| Campeonato Europeo |                          |                   |       |
| Año | Lugar                    | Medalla           | Clase |
| 1979 | Denia (España)           | Medalla de plata  | 470   |
| 1989 | Balatonfüred (Hungría)   | Medalla de plata  | 470   |
| Representando a Alemania |                          |                   |       |
| Campeonato Mundial |                          |                   |       |
| Año | Lugar                    | Medalla           | Clase |
| 1991 | Brisbane (Australia)     | Medalla de oro    | 470   |
| Campeonato Europeo |                          |                   |       |
| Año | Lugar                    | Medalla           | Clase |
| 1991 | Bergen (Noruega)         | Medalla de bronce | 470   |